# Myrna T. Semaan
Myrna T. Semaan  ( 1968 ) es una botánica libanesa, desarrollando su actividad académica en el Departamento de Botánica, Centro para el Desarrollo del Ambiente, y la Investigación, Jounieh, Líbano.

## Algunas publicaciones
- ricardus m. Haber, myrna t. Semaan. 2009. Orchids of Lebanon. Ed. los autores, 208 pp. ISBN 2913330959, ISBN 9782913330955

- ---------------------------, -------------------------. 2009. Floral Enchantment to Lebanon. Vol. 2 de Natural heritage from the Mediterranean - spaces and species. Ed. Terre du Liban, 244 pp. ISBN 2913330967, ISBN 9782913330962

- myrna t. Semaan, richard Dodd. 2008. Genetic variability and structure of the remnant natural populations of Cedrus. Tree Genetics & Genomes 4 (4): 757

- ricardus m. Haber, myrna t. Semaan. 2007. Salvia fairuziana (Lamiaceae), a New Species from Lebanon. Novon 14 (4): 22-28

- ---------------------------, -------------------------. 1994. Lebanon, Land of the Four Seasons. Ed. los autores, 192 pp.

- La abreviatura «Semaan» se emplea para indicar a Myrna T. Semaan como autoridad en la descripción y clasificación científica de los vegetales.[3]